# بالاژ کیش
بالاژ کیش (مجاری: Balázs Kiss; تلفظ مجاری: [ˈbɒla:ʒ ˈkiʃ]؛ زادهٔ ۲۱ مارس ۱۹۷۲) پرتاب‌گر چکش اهل مجارستان بود. وی در مسابقات کشوری و بین‌المللی در مجموع برندهٔ ۳ مدال طلا و ۲ مدال نقره شده‌است.